# Henry Joseph Grimmelsman
Henry Joseph Grimmelsman (* 22. Dezember 1890 in Cincinnati, USA; † 26. Juni 1972) war ein US-amerikanischer Geistlicher und Bischof von Evansville.

## Leben
Henry Joseph Grimmelsman empfing am 15. August 1915 das Sakrament der Priesterweihe.
Am 11. November 1944 ernannte ihn Papst Pius XII. zum Bischof von Evansville. Der Apostolische Delegat in den Vereinigten Staaten, Erzbischof Amleto Giovanni Cicognani, spendete ihm am 21. Dezember desselben Jahres die Bischofsweihe; Mitkonsekratoren waren der Erzbischof von Denver, Urban John Vehr, und der Weihbischof in Cincinnati, George John Rehring.
Am 18. Oktober 1965 nahm Papst Paul VI. das von Henry Joseph Grimmelsman aus Altersgründen vorgebrachte Rücktrittsgesuch an und ernannte ihn zum Titularbischof von Tabla.